# Boraras maculatus
Cá trâm lùn (Danh pháp khoa học: Boraras maculatus) là một loài cá trong chi cá trâm Boraras thuộc họ cá chép bản địa của vùng Đông Nam Á, chúng phân bố ở Malaysia, Indonesia (Sumatra) và đông nam Thái Lan. Môi trường sống ở vùng nước đen ở rừng, đầm lầy than bùn. Cá trâm lùn Boraras maculatus là loài đầu tiên thuộc chi Boraras được mô tả và phổ biến từ những năm 1950.

## Đặc điểm
Chúng là loài cá nhỏ với kích thước khoảng 22 mm, chúng có màu cam/đỏ với những đốm sậm màu lớn trên thân và những đốm nhỏ trên gốc vây hậu môn và đuôi. Vây lưng và vây hậu môn có mảng sậm màu ở cạnh trước điểm xuyết bởi màu đỏ tươi ở cá đực. Kích thước và hình dạng của mảng sậm màu ở gốc vây hậu môn rất đa dạng và đôi khi phân làm hai phần riêng biệt. Đây là loài đầu tiên được lai tạo và nuôi dưỡng thành công trong hồ cảnh, và cũng là loài lớn nhất thuộc chi Boraras với đặc điểm riêng biệt là một đốm lớn sậm màu trên thân. 